# 18 Happenings in Six Parts
 (novembre 2024).
 (juillet 2014).
Si vous disposez d'ouvrages ou d'articles de référence ou si vous connaissez des sites web de qualité traitant du thème abordé ici, merci de compléter l'article en donnant les références utiles à sa vérifiabilité et en les liant à la section « Notes et références ».
18 happenings in six parts (en français : 18 happening en six parties) est le premier au monde, et un des plus connus happenings. Il a été créé par Allan Kaprow en 1959.

## Qu'est-ce que le Happening?
18 Happenings in Six Parts est le premier happening,  produit pour la première fois en 1959 à New York par Allan Kaprow.
Ce terme de « happening », littéralement « ce qui est en train de se produire », fut employé par l'artiste pour expliquer un rituel le mettant en scène et impliquant la participation du public. Le « happening » est l'héritier des provocations artistiques des artistes du dadaïsme et des expériences multidisciplinaires des artistes du surréalisme. Le mot vient de l'anglais "to happen"  qui signifie se produire, il est introduit pour la première fois dans la langue française en 1964. Il désigne une action artistique, une forme d'art éphémère de type événementiel. 
C'est Allan KAPROW lui-même qui employa ce terme lors d'un pique-nique dans la ferme de Georges SEGAL en 1957 afin de désigner les pièces/pratiques artistiques qui s'y déroulaient. Malgré cela, ce terme apparaît en hiver 1958 dans le magazine Anthologist avec les propres mots d'Allan KAPROW. 
La particularité du Happening c'est qu'il inclut le public d'une manière nouvelle. En effet, le public devient un intervenant dans l'action artistique et non plus un spectateur. Il est important pour KAPROW de créer avec le public qu'il fait participer. Les Happenings sont des œuvres uniques car le public est différent à chaque représentation ce qui inclut une part de spontanéité et d'improvisation.

## Le déroulement du 18 Happenings in Six Parts
Le 18 Happenings in Six Part, fut présenté pour la première fois en 1959 à la Galerie Reuben à New York, elle inaugure le Happening. 
Kaprow envoya des invitations au public, précisant bien que ce dernier était partie prenante de l'événement. L'événement utilisait plusieurs salles dans la galerie Reuben. Dans ces salles, des chaises et places étaient disposées dans plusieurs directions, forçant le public à voir le spectacle de façon disparate. L'espace était parcouru d'éclairages de couleur et de miroirs qui renforçaient la complexité de l'environnement. La performance était divisée en six parties, chacune comportant trois événements. Il y avait le son d'une cloche pour séparer les événements, et les instructions données au public consistaient essentiellement à changer de salle. Les acteurs présentaient des scènes fragmentées, jouant de la musique, dansant, brandissant des panneaux, etc. Kaprow avait précisé que ces actions ne signifiaient rien, pour ce qui concerne l'artiste en tous cas. De même, le terme happening ne servait qu'à repérer une chose spontanée et fortuite, même si cette œuvre avait nécessité des répétitions importantes, et que les participants suivaient des instructions précises.

## Son importance dans l'Histoire de l'art
Les théoriciens de l'art classent le Happening comme une des premières pratiques d'art action. Cette œuvre a connu un grand succès ce qui poussa la directrice, Anita Reuben, de la galerie portant le même nom, à demander à Allan KAPROW de rédiger un ouvrage documentant cette nouvelle forme d'art, comme un "manifeste" de l'Happening. Cela donne lieu à la rédaction d'un ouvrage nommé Assemblage, Environment and Happenings, en 1966. 